# Aschenberg (Fulda)
Aschenberg ist ein Stadtbezirk der osthessischen Stadt Fulda.

## Lage
Aschenberg liegt auf einem Berg über dem Stadtbezirk Horas und den dazugehörigen Hanglagen. Am Westhang des Berges befindet sich der Stadtteil Gläserzell, dessen Bebauung unmittelbar in den Aschenberg übergeht. Das Haubental ist durch Grünflächen und viele Bäume gekennzeichnet und liegt in der Nähe von Gläserzell.

## Allgemeines
Aschenberg lässt sich durch die zahlreichen Wohnhochhäuser charakterisieren, die schon von weither sichtbar sind. Das Zentrum des Aschenbergs ist das Plateau am Aschenbergplatz mit Handel und Dienstleistern. Da der Aschenberg grundsätzlich erst seit den Nachkriegsjahren besiedelt wurde, handelt es sich um eine eher neue Bebauung. Gerade im Norden des Aschenbergs sind in den letzten Jahren viele Wohngebiete entstanden.
Am Aschenberg befindet sich im Bereich Am Sonnenhang ein Kleingartenverein. Es hat sich zudem ein Fußballverein, der "SV Aschenberg United", gegründet.
Im September 2020 veröffentlichte das ZDF mit "Aschenberg – Ein Stadtteil gibt nicht auf" eine fünfteilige Dokumentationsreihe über den Stadtteil.

## Entwicklung
Der Aschenberg wurde in das Programm Soziale Stadterneuerung aufgenommen. Im Zuge dessen wurden neue Spielplätze, ein Bolzplatz und ein Skatepark errichtet.

## Verkehr
Der Aschenberg wird durch verschiedene Stadtbus- und Anruf-Sammel-Taxi-Linien erschlossen. Zentrale Haltestelle auf dem Plateau ist die Haltestelle Aschenbergplatz.